# Cava di macine della Valmeriana
La cava di macine della Valmeriana è un'antica cava dismessa che si trova tra l'Alpe Valmeriana, ufficialmente ortografata Valmérianaz (omofono), oppure Vó Mérian-a in patois, di Pontey e la località Bellecombe di Châtillon, in Valle d'Aosta.
Essa è stata coltivata intensamente nel Medioevo, come attestato da numerosi documenti, per la produzione di pentole e macine da granaglie in pietra ollare, il cui commercio era particolarmente redditizio.
Il sentiero per visitare il geosito, che si snoda a circa 1800 m di altitudine sulle pendici del Mont Barbeston, è chiamato anche Strada del Sole, in analogia con la forma di "disco solare" delle macine.  Le macine della Valmeriana sono raggiungibili a piedi dal villaggio di Cloutraz.

## Storia
In Valle d'Aosta esistono varie cave dismesse in cui si praticava l'estrazione a cielo aperto, in galleria o da blocchi isolati della pietra ollare: ce ne sono alla testata della val d'Ayas e della Valtournenche e nella zona attorno al Mont Avic, tra Saint-Marcel, Pontey e Champorcher. Quella cavata dalla Valmeriana è una pietra ollare particolare, detta "cloritoscisto granatifero con cloritoidi" o "cloritoscisto a granato e cloritoide", un tipo di roccia eclogitica oceanica: la pasta principale della pietra, il cloritoscisto tenero e verdastro, è incrostata di durissimi cristalli, rossastri i granati e più scuri i cloritoidi.

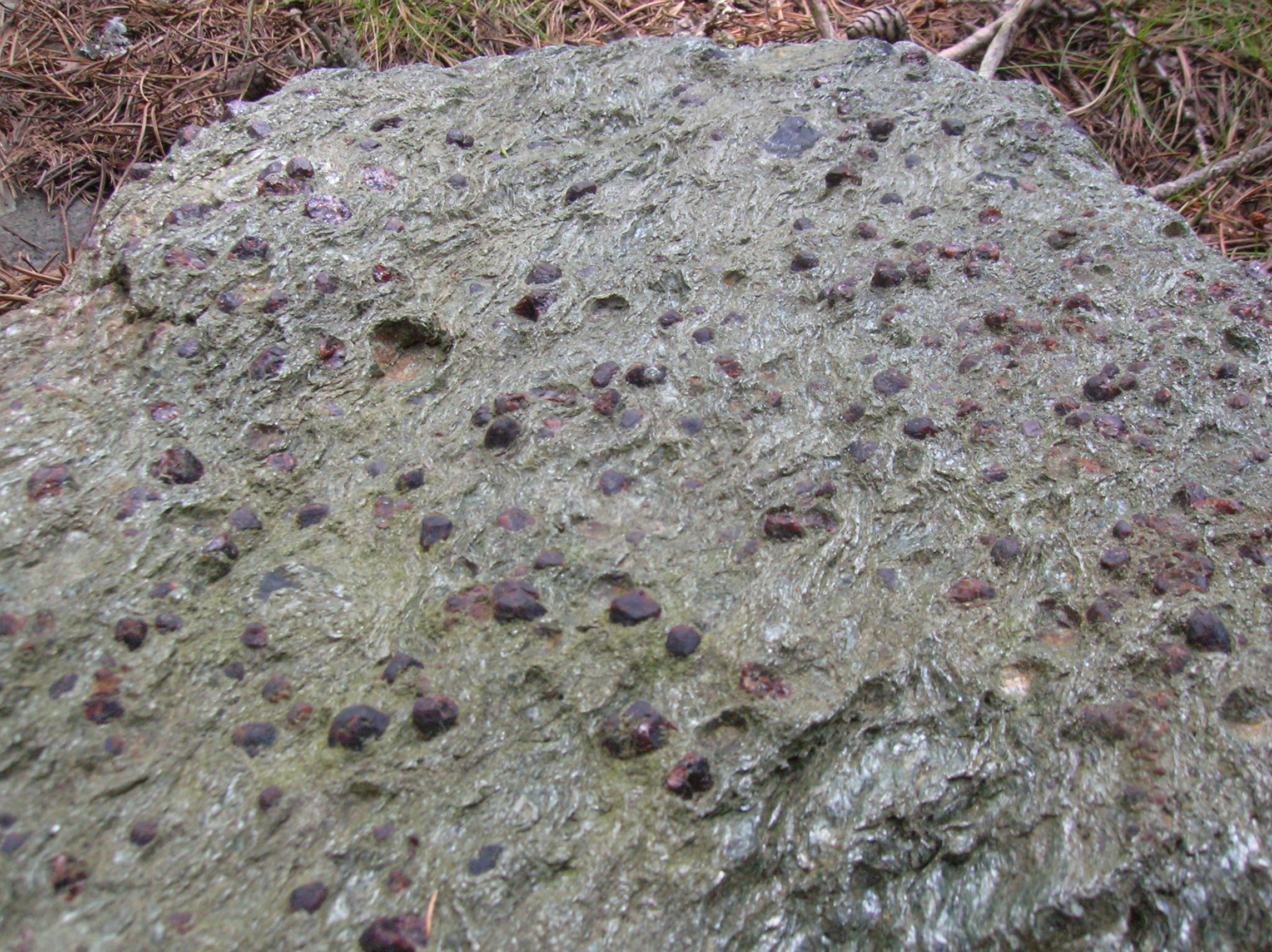
Pietra sbozzata in cui si legge facilmente la composizione del cloritoscisto granatifero con cloritoidi.

La pietra ollare prende il nome dal latino olla, "pentola", perché è stata utilizzata sin dalla preistoria per realizzare oggetti che resistessero al calore come pentole, stufe e stampi per le fusioni. Grazie alla sua scarsa durezza e alla facile lavorabilità in antichità sono stati costruiti persino dei bracciali in pietra ollare. Di solito è di colore verdastro, poco porosa, resiste bene agli sbalzi di temperatura e non si altera a contatto con gli alimenti.
L'uso delle macine a mano (molendinus ad brachia) in pietra ollare data almeno dell’antichità. Esse erano composte da una parte superiore detta catillus e da una inferiore detta meta.
Secondo lo storico Marc Bloch «nel Medioevo non vi era fortezza sotto le armi che non avesse le sue mole a mano».
A partire dal X secolo però i mulini ad acqua presero il posto dei mulini a braccia. I signori, approfittando della mancanza di un potere centrale, iniziarono ad esercitare il potere di banno imponendo ai loro contadini alcuni monopoli: riuscirono piano piano ad imporre l'obbligo di macinare i cereali nei mulini idraulici di loro proprietà, facendo pagare una tassa sia per l'uso del mulino che per l'uso dell'acqua che faceva muovere le macine.
In Francia le bannalità furono molto diffuse secondo Marc Bloch; considerato che fino all'Unità d'Italia la Valle d'Aosta ha avuto stretti legami con la cultura transalpina è probabile che lo fossero anche in Valle. Al di là delle Alpi, agli inizi del 1200 la transizione tra la molitura a mano e quella ad acqua era pressoché terminata.
La cava della Valmeriana fu coltivata almeno dai tempi dei Romani, dapprima per produrre macine a mano, poi affiancate da quelle per mulino. Numerosi documenti rivelano che sin dal XI - XII secolo le mole valdostane, che non necessitavano di "rabbigliatura", venivano estratte dalla moleria di Valmeriana o da quella di Saint-Marcel, sgrezzate sul posto, quindi trasportate a valle tramite slitte. In parte erano destinate ai mulini valdostani, in parte attraversavano la Dora Baltea a Pontey, passavano i pedaggi di Montjovet, Verrès e Bard, poi proseguivano verso Ivrea dove erano immagazzinate nel molarius communis. Una volta rifinite erano poi vendute lungo tutto il corso del Po, fino al porto di Classe. · 
La cava, lucrativa, è stata probabilmente sfruttata intensamente fino al XIII secolo per poi declinare lentamente, tuttavia la pietra della Valmeriana è stata usata fino in tempi recenti per la realizzazione di vasi e di pentole ollari con il tornio idraulico.
Il tour geologico delle macine della Valmeriana è stato valorizzato negli anni 2010 dal comune di Pontey, nell'ambito del Gruppo di azione locale Bassa Valle con il programma di sviluppo rurale 2007/2013 finanziato con fondi europei.

## Descrizione del tour geologico
Al geosito si accede partendo dal villaggio di Cloutraz di Pontey. Giunti all'alpe Valmeriana il percorso si snoda lungo il sentiero per Bellecombe, marcato dal segnavia 3.
Dopo una breve salita, a pochi metri sotto il sentiero si incontra la prima macina, ancora attaccata al masso: essa ha un diametro di circa 60 centimetri e uno spessore di 20. Ai suoi piedi si trova un altro frammento di macina staccato e che si direbbe estratto da un altro punto della cava.
Procedendo lungo il sentiero, una ventina di passi più avanti si incontra il sasso del divano, dal quale sono state estratte quattro macine. Il suo nome è dovuto agli incavi lasciati dall'estrazione delle macine che ricordano i cuscini di un sofà.

Sulla sinistra si nota un'altra macina staccata, imperfetta. Cinque metri più avanti sulla destra una macina con foro centrale staccata ma non finita, ricchissima di granati.

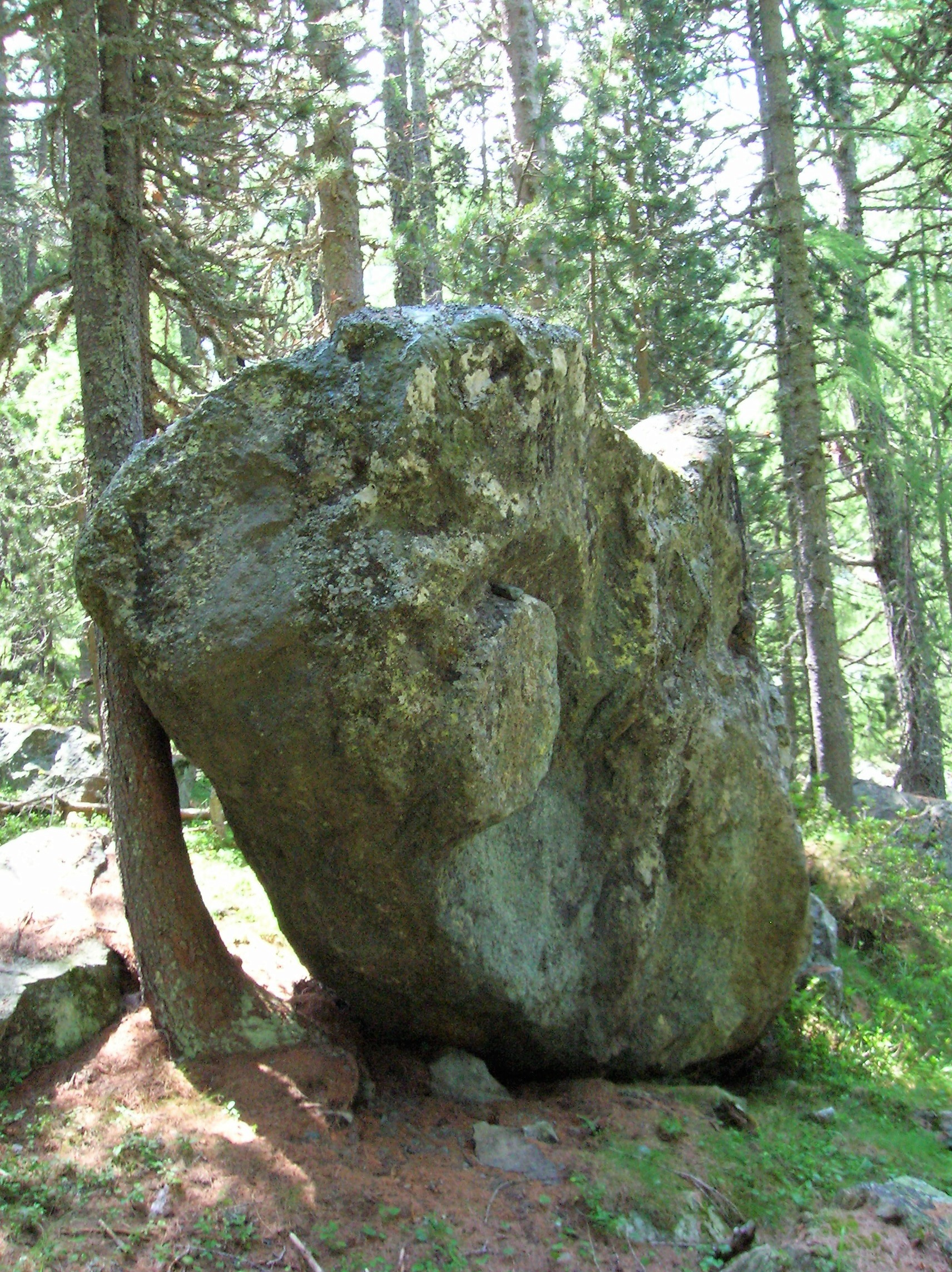
La prima macina su roccia del sentiero.
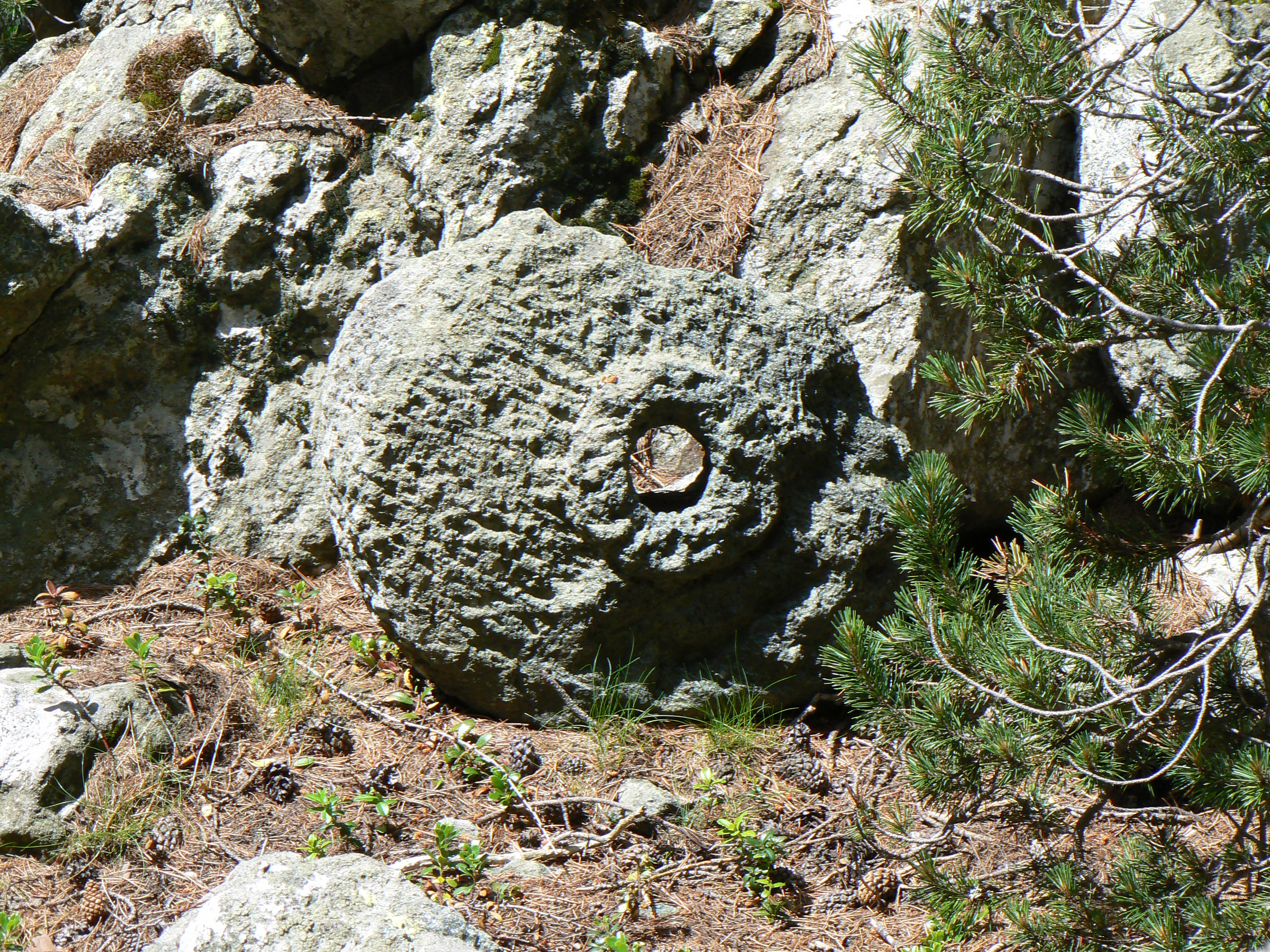
Resti di macina.
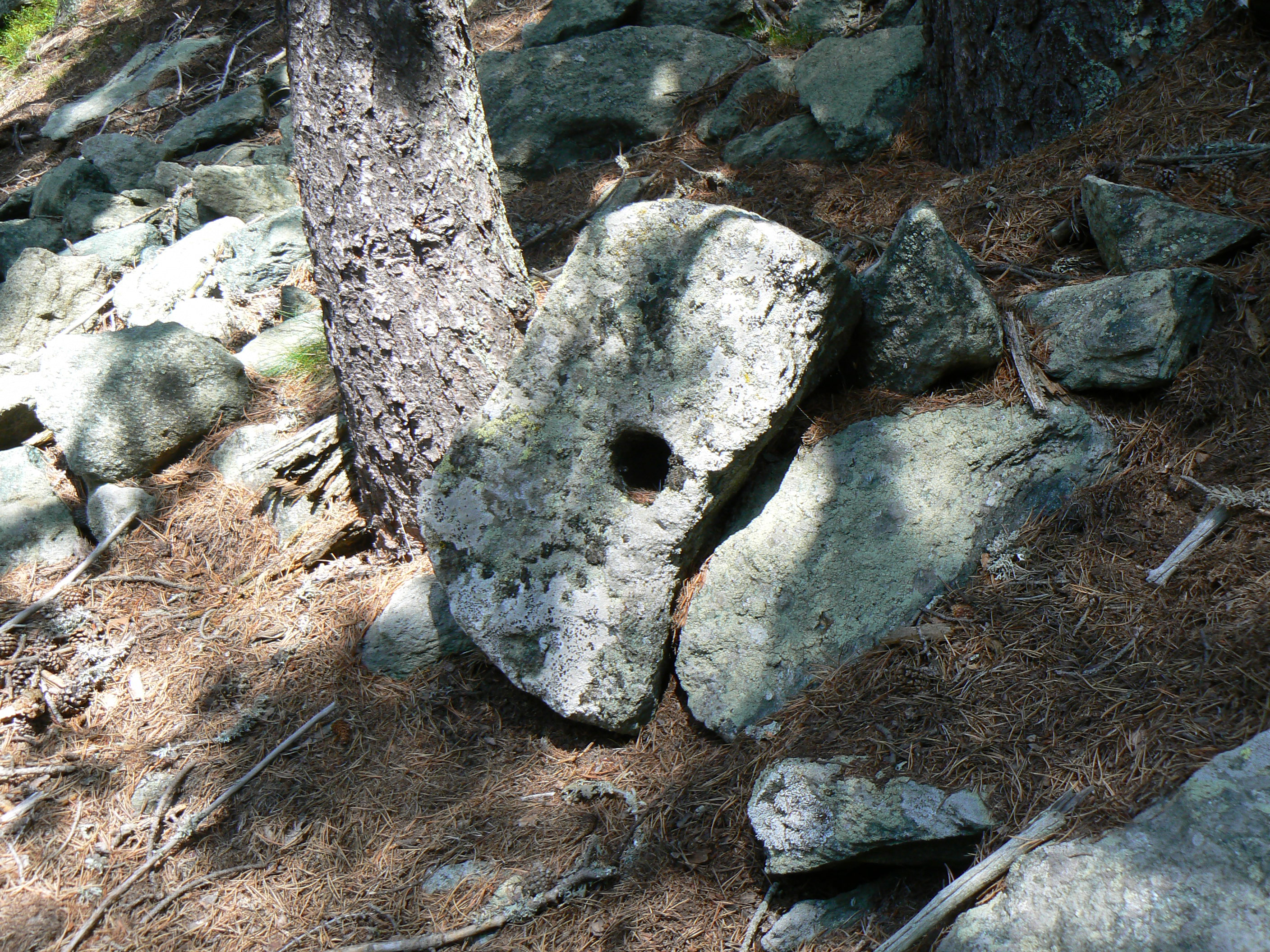
Frammento di macina.
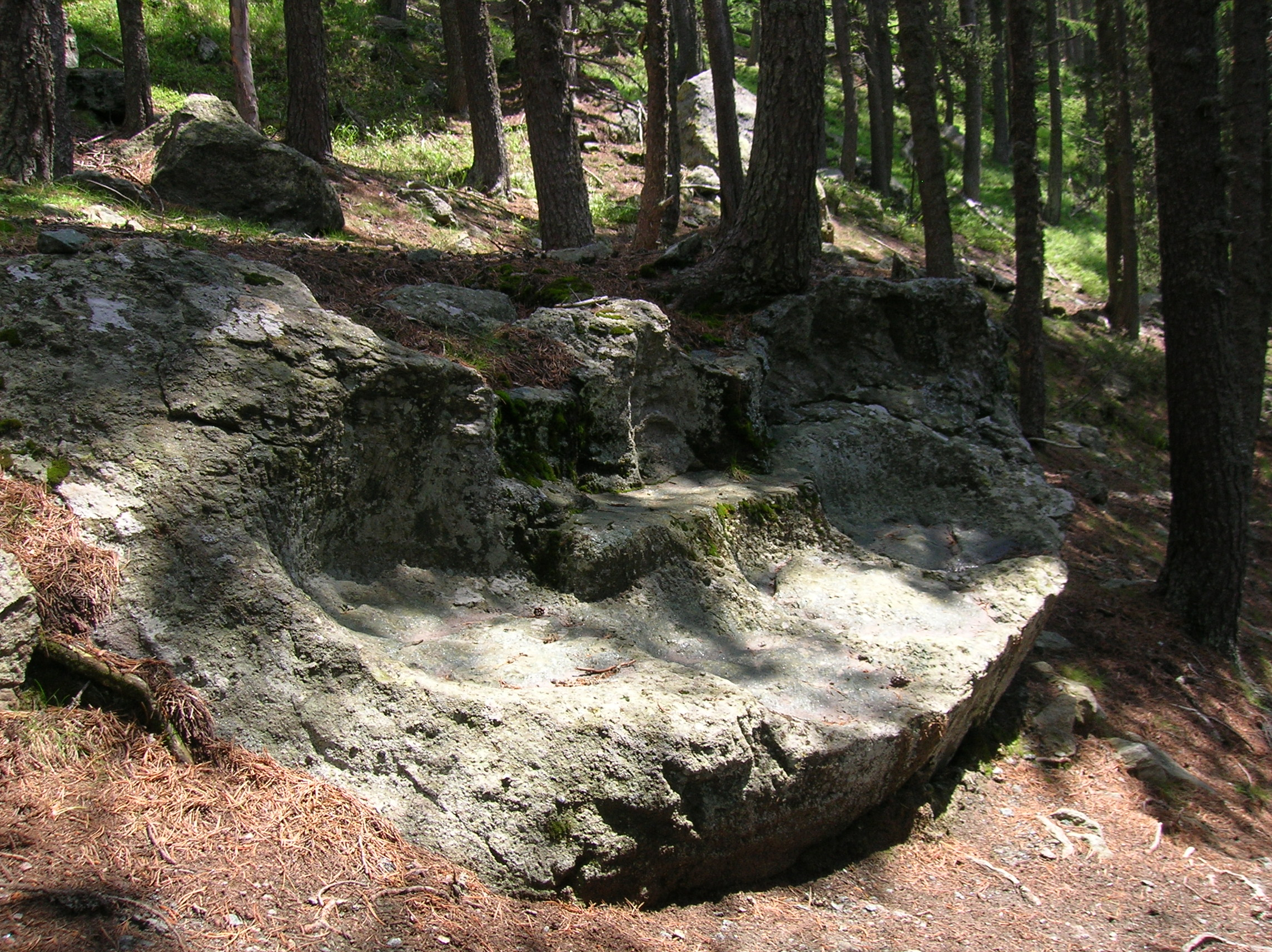
Il sasso del divano.

Non appena il sentiero inizia a scendere si vedono incise nel tronco di un pino a sinistra del sentiero le iniziali LSP. Si esce dal sentiero e salendo per pochi metri sulla destra si prende una sentierino con il quale si giunge ad un pianoro. Lo si percorre quasi interamente poi si piega verso nord, fino a trovare ai piedi di un pino sradicato una macina semisepolta. Nei dintorni, sotto un cippo che segna il confine tra i comuni di Châtillon e Pontey, si incontra un cavità con vicino altre pietre lavorate.
Si rientra sul sentiero per Bellecombe e seguendo una traccia che sale sulla destra si arriva alla grotta dalle tre entrate: si tratta di una cavità in parte naturale usata per l'estrazione delle macine. L'illuminazione è naturale. Nell'entrata centrale sulla destra si nota immediatamente che il lavoro dei cavatori ha asportato una buona porzione della parete. Sopra l'entrata di destra una macina che ricorda un astro, incisa forse troppo in alto, non è stata staccata. Nell'entrata di sinistra si notano ancora diversi punti in cui sono state estratte la macine. All'interno della cavità si vedono numerose tracce di scalpello, probabile testimonianza dell'estrazione dei cristalli (i granati e i cloritoidi).
Dal sentiero per Bellecombe, a circa 1775 metri di quota, sulla destra si trova un lungo tronco abbattuto e a sinistra due spezzoni del fusto. Prendendo a sinistra la traccia che sale ripida nel sottobosco, in un paio di minuti si arriva al piccolo spiazzo dove si apre una delle cavità più grandi della Valmeriana: sulla parete a sinistra è incisa una macina, sulla destra si nota un pertugio nel quale occorre entrare carponi ma che si apre subito dopo rivelando un vasto ambiente all'interno del quale si vedono altre macine abbozzate. L'antro è così grande che per percepirne il volume è consigliabile entrare con una lampada a gas da campeggio, perché la lampada frontale o la torcia potrebbero illuminare solo una parte della grotta alla volta.
Dallo spiazzo antistante la grande cavità se si segue la traccia in salita si arriva ad un grosso masso ribattezzato il planetario dal quale sono state probabilmente estratte alcune decine di macine.

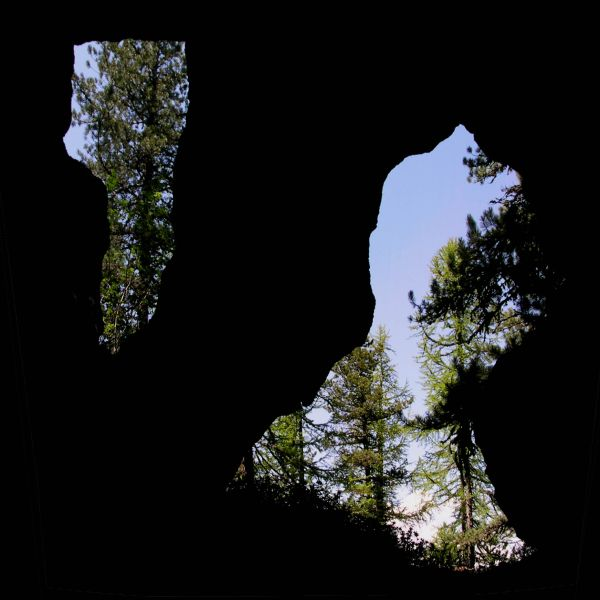
La grotta dalle 3 entrate.
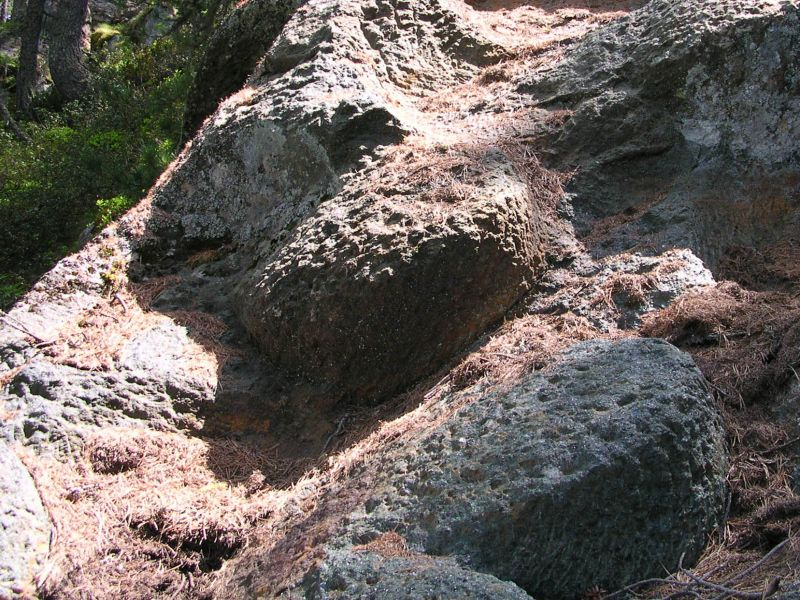
Il planetario.
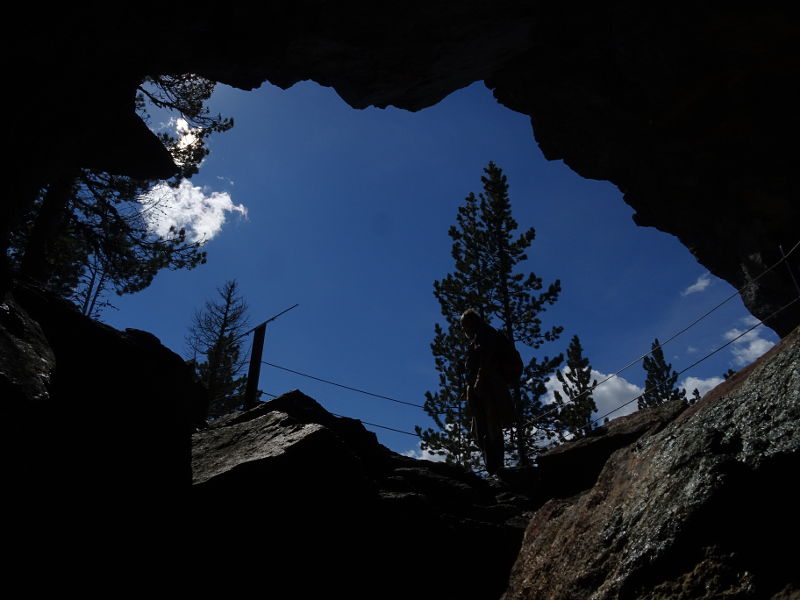
L'ingresso della grotta alta.